# Mårten Eskil Winge
Mårten Eskil Winge   (Estocolm, 21 de setembre de 1825 - Enköping, 22 d'abril de 1896) va ser una artista suec. Va ser professor a la Reial Acadèmia Sueca de les Arts i va estar associat a l'escola de pintura de Düsseldorf. El seu art va difondre els temes de la mitologia nòrdica que també es troben a les obres de Nils Blommér (1816–1853) i Carl Wahlbom (1810-1858).

## Biografia
Nascut a Estocolm, Mårten Eskil Winge era fill del rector i vicari Isaac Martin Winge i d'Andrietta Sophia Rothman. Winge es va educar a l'escola de la catedral d'Uppsala i després va ser alumne del pintor P.E. Wallander a Estocolm. El 1847 es va matricular a la Reial Acadèmia Sueca de Belles Arts. Mentre estudiava, va treballar a l'oficina de correus i va pintar retrats per a obtenir ingressos i els seus elaborats dibuixos sobre temes nòrdics van cridar l'atenció del públic. També va il·lustrar Nordens Guder del poeta i dramaturg danès Adam Oehlenschläger (1779–1850) i els poemes del príncep hereu Carles Fosterbröderna (1848), Heidi, Gylfes dotter (1852) i En vikingasaga (1855). També es va sentir atret pel goticisme, el moviment cultural suec emparellat amb el nacionalisme romàntic, i va rescatar els nòrdics com a avantpassats heroics. Així doncs, juntament amb el seu company d'estudis i amic, August Malmström (1829–1901), va reviure temes de la història i llegendes nòrdiques.
El 1856 Winge es va convertir en alumne de Johan Christoffer Boklund (1817–1880) a la recentment fundada escola de pintura de la Reial Acadèmia Sueca. L'any següent va rebre una medalla reial per la seva pintura del rei Carles X Gustau de Suècia al llit de mort d'Axel Oxenstierna (1583–1654), i va rebre una beca de tres anys que li va permetre fer una excursió de Düsseldorf a París, on va estudiar amb Thomas Couture (1815–1879) i on va visitar el Museu del Louvre per a copiar Els savis a Betlem de Peter Paul Rubens. La beca es va ampliar per tres anys més, i el 1859 va fer un viatge a Roma abans de tornar a Suècia el 1863. El 1864 Winge es va convertir en membre de la Reial Acadèmia Sueca de Belles Arts i, finalment, va ser-ne professor. El 1865 va obrir una escola de pintura al seu estudi i el 1877 va tornar a Itàlia.
Winge va crear diverses pintures sobre temes llegendaris i mitològics nòrdics durant la dècada de 1860 que van despertar gran expectació. A partir de la dècada de 1870 se li va encarregar la producció de retaules per a diverses esglésies. També va pintar decoracions per al palau Bolinderska (avui part del Grand Hôtel d'Estocolm) i per al castell de Kulla Gunnarstorp a Escània. En els seus últims anys va fer diverses pintures d'onades trencant al mar.
El 1867 es va casar amb l'artista tèxtil Hanna Winge, de soltera Tengelin (1838–1896). Va ser pintora de cofundadora d'una associació d'artesans, Friends of Handicraft. Va morir el 1896 a Enköping.

## Galeria

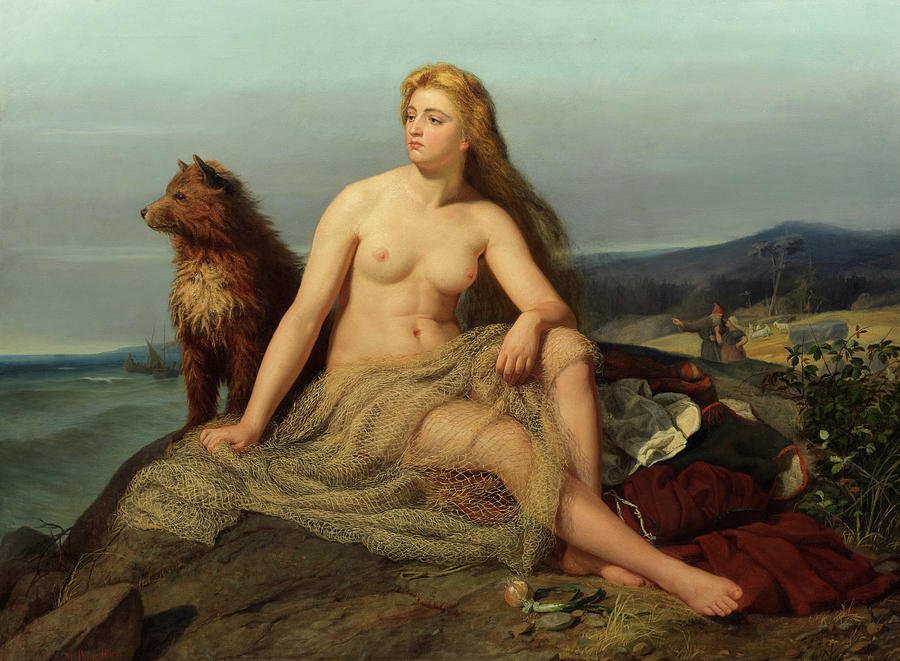
Aslaug (1862)
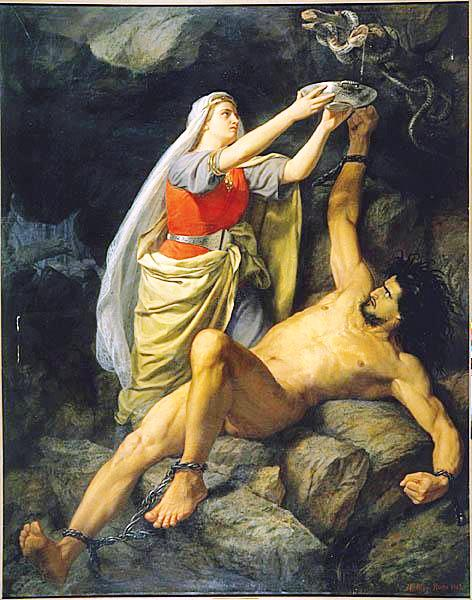
Loki i Síguina (1863)
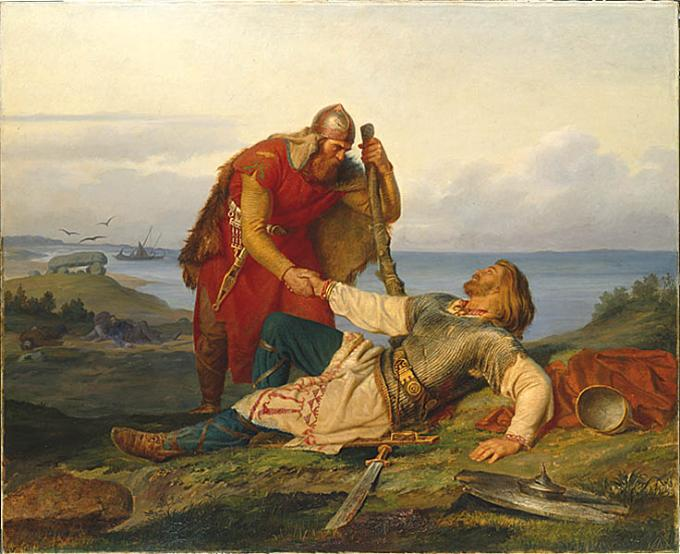
L'adéu de Hjalmar a Örvar-Oddr després de la batalla de Samsø (1866)
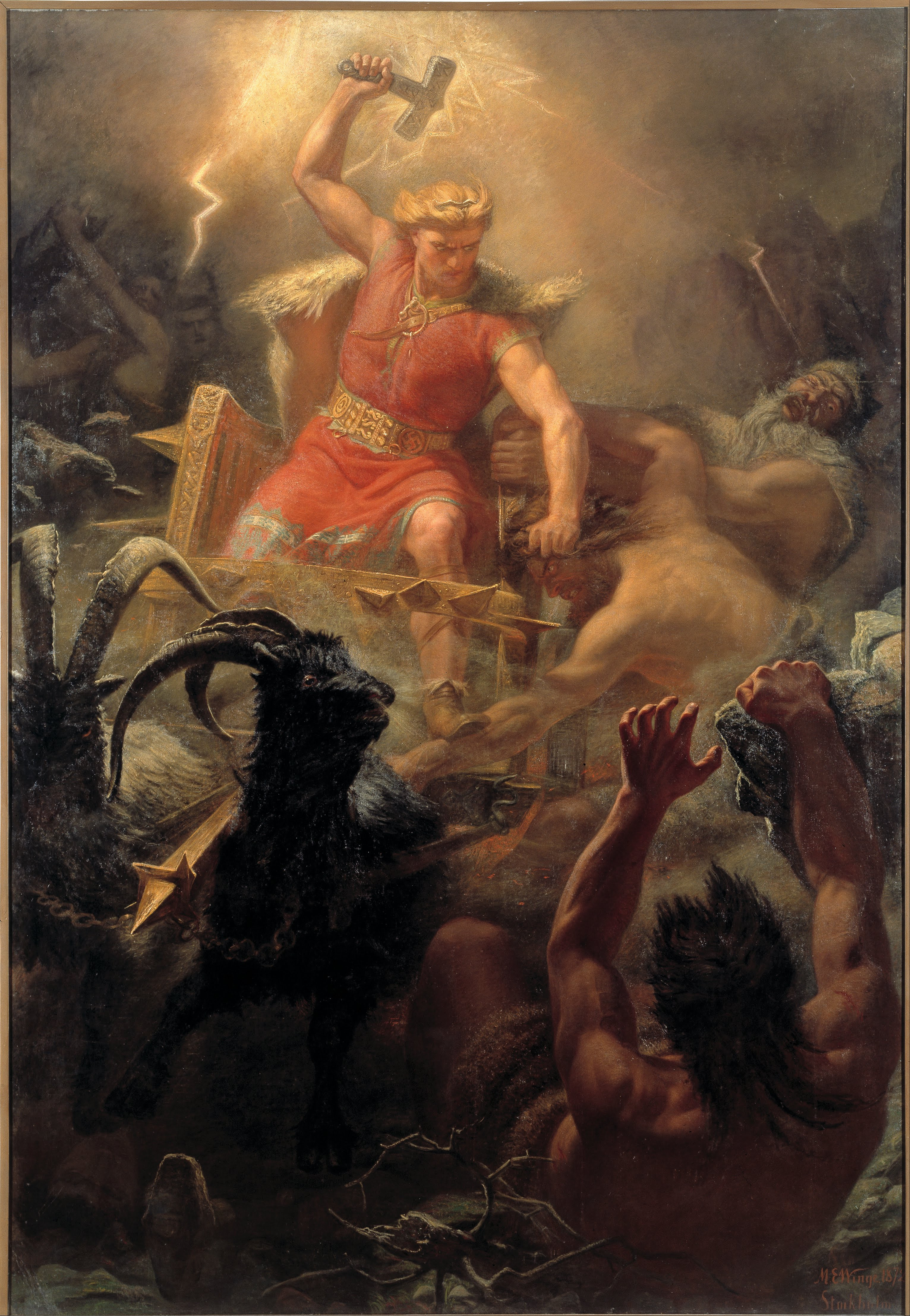
Tors strid med jättarna (1872)